# Dolichos (athlétisme)

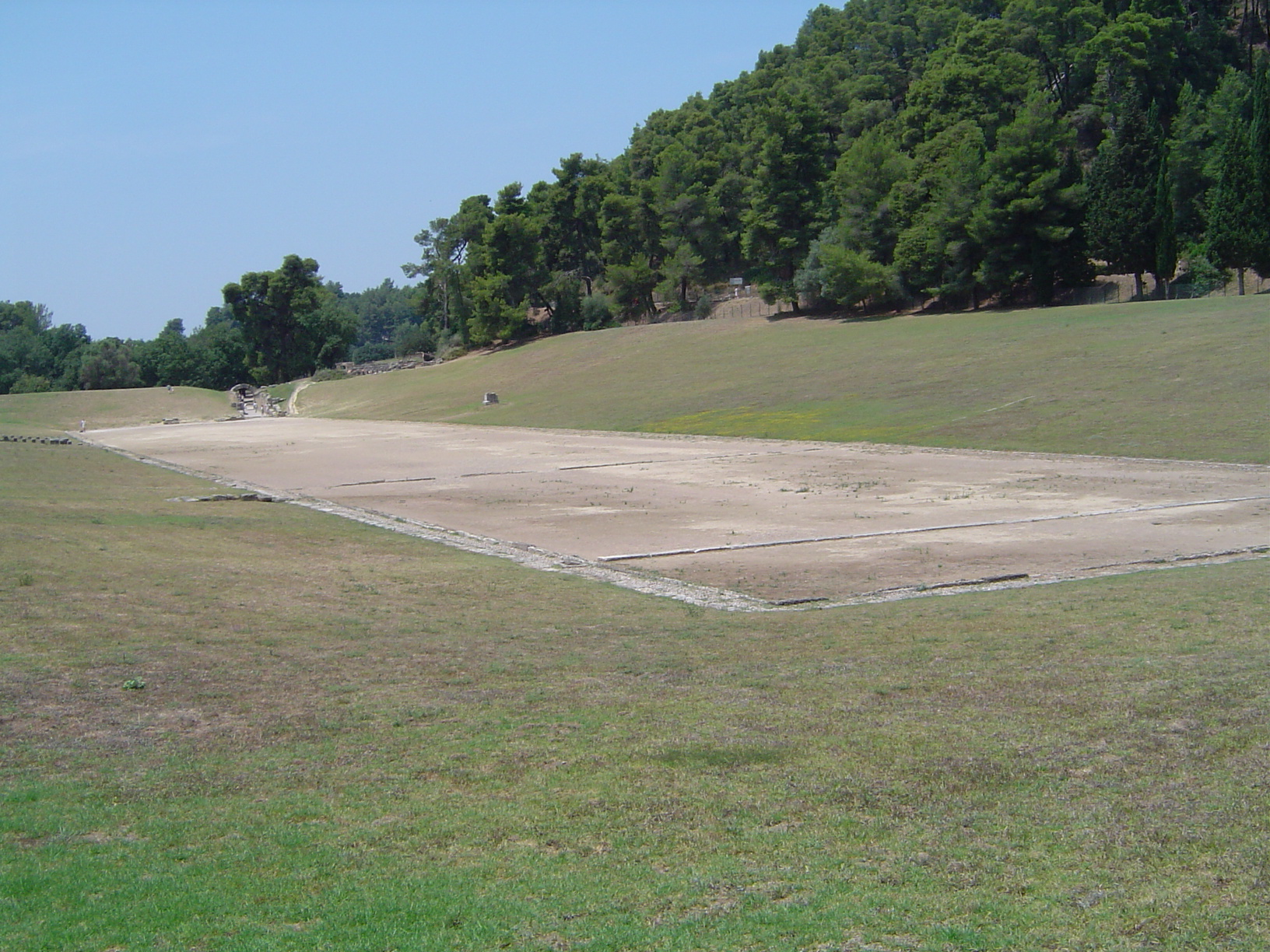
Le stade d'Olympie.

Le dolichos (grec ancien : Δόλιχος) était une course à pied faisant partie des épreuves au programme des Jeux panhelléniques, dont les Jeux olympiques antiques. 
La distance parcourue lors de cette course variait d'un concours à l'autre, voire dans le temps. Elle pouvait se courir sur sept à vingt-quatre stades (soit 4 200 à 14 400 pieds ; 1 400 à 4 800 mètres sur le stade d'Olympie).